# Lionel William Wiglesworth
Lionel William Wiglesworth (Buckinghamshire in Verenigd Koninkrijk, 13 februari 1865 – Suva in Fiji, 7 juni 1901) was een Britse orntiholoog en (onfortuinlijk) ontdekkingsreiziger.
Wiglesworth's vader, James L. Wiglesworth, was conservator van het historisch monument (resten van een middeleeuws kasteel en omliggend dorp) Hanslope-with-Castlethorpe in Buckinghamshire. Als kind was Lionel William een gepassioneerd vogelaar en eierverzamelaar. Hij volgde een opleiding aan de Trinity School in Old Stratford. 
Na de dood van zijn vader in 1882 zorgden een oom en een tante ervoor dat hij zich verder kon ontwikkelen in de ornithologie en in 1889 in Braunschweig bij de hoogleraar Wilhelm Blasius een tweejarige cursus ornithologie mocht volgen. In 1891 werd hij assistent van Adolf Bernhard Meyer op de afdeling vogelkunde van het Museum voor Diergeneeskunde in Dresden. Wiglesworth's lang gekoesterde ideaal was om vogelkundige expedities te ondernemen naar de eilanden van de Grote Oceaan. Een verzoek om mee te doen aan dierkundig onderzoek op Hawaï (toen Sandwich Eilanden genaamd) werd afgewezen. Pas in 1900 kreeg hij de kans om ver weg te gaan. In november 1900 verliet hij via Engeland (waarnaar hij aan het einde van de 19e eeuw was teruggekeerd), met als doel de avifauna te bestuderen van de minder onderzochte eilanden van Polynesië. Op aanbeveling van Walter Buller, Philip Lutley Sclater en andere deskundigen, begon hij in Fiji. Kort na zijn aankomst daar, tijdens zijn eerste reis over het belangrijkste eiland Viti Levu, kreeg hij een ernstige aanval van dysenterie. Hij herstelde hiervan nauwelijks en kreeg spoedig een tweede, heftige aanval. Een medisch adviseur raadde hem aan om Viti Levu zo snel mogelijk te verlaten om in Nieuw-Zeeland een medische behandeling te ondergaan. Maar toen was het al te laat. Wiglesworth overleed op 7 juni 1901 op 36-jarige leeftijd.
Samen met Adolf Bernhard Meyer beschreef Wiglesworth negen verschillende vogelsoorten en meer dan 20 ondersoorten, waaronder de bessendikkop (Hylocitrea bonensis), banggai-jufferduif (Ptilinopus subgularis) en de ondersoort, Ptilinopus fischeri meridionalis ("Lompobattang fruitduif").
Wiglesworth publiceerde twee boeken: The birds of Celebes and the neighbouring islands  en Aves polynesiae: a catalogue of the birds of the Polynesian subregion 
- Gemeinsame Normdatei: 117707570
- International Standard Name Identifier: 0000 0003 8919 9628
- Nationale bibliotheek van Australië: 35601809
- Nederlandse Thesaurus van Auteursnamen: 217546080
- Trove: 1010671
- Virtual International Authority File: 282587930
- WorldCat: E39PBJxCBgH4wtBRDXjGT874MP